# Bob Mathias
Robert Bruce „Bob” Mathias (ur. 17 listopada 1930 w Tulare w Kalifornii, zm. 2 września 2006 we Fresno, w Kalifornii) – amerykański lekkoatleta i polityk, dwukrotny mistrz olimpijski w dziesięcioboju, członek Izby Reprezentantów z ramienia Partii Republikańskiej.
Przygotowanie do startów w dziesięcioboju Mathias rozpoczął wiosną 1948 za namową swojego trenera w szkole średniej i już po kilku miesiącach zakwalifikował się do reprezentacji olimpijskiej USA na igrzyska w Londynie. Na olimpiadzie niespodziewanie sięgnął po złoty medal, wyprzedzając Francuza Ignace Heinricha i rodaka Floyda Simmonsa. Niedoświadczony zawodnik dwukrotnie był bliski odpadnięcia z rywalizacji o najwyższe trofea, z trudem zaliczając skok wzwyż i pchnięcie kulą. W wieku 17 lat został najmłodszym mistrzem olimpijskim w konkurencji lekkoatletycznej, pozostając z tym tytułem aż do złota Niemki Ulrike Meyfarth w skoku wzwyż w Monachium w 1972. W USA został wyróżniony prestiżową Nagrodą Sullivana, przyznawaną najlepszemu amatorskiemu sportowcowi roku.
W kolejnych latach treningi lekkoatletyczne łączył z nauką na Stanford University oraz występami w futbolu amerykańskim. W 1952 wystąpił m.in. w przegranym meczu Rose Bowl. W czerwcu 1950 w rodzinnym Tulare jako pierwszy dziesięboista przekroczył granicę ośmiu tysięcy punktów, ustanawiając rekord świata na poziomie 8042 punktów. Dwa lata później jako pierwszy lekkoatleta obronił tytuł mistrza olimpijskiego w dziesięcioboju (w okresie międzywojennym dwukrotnie triumfował Fin Eero Lehtonen, ale rozgrywano wówczas pięciobój), ustanawiając na igrzyskach w Helsinkach nowy rekord świata (7887 punktów po zmianie punktacji). O ponad 900 punktów wyprzedził srebrnego medalistę Miltona Campbella, który cztery lata później zastąpił go na najwyższym stopniu podium. Był mistrzem Stanów Zjednoczonych (AAU) w dziesięcioboju w latach 1948–1950 i 1952.
Po helsińskich igrzyskach Mathias zakończył karierę sportową i pozostał niepokonany w dziesięcioboju (w latach 1948–1952 wystąpił w 9 zawodach, licząc też olimpijskie starty, wszystkie wygrywając). W latach 1977–1983 kierował Narodowym Centrum Przygotowań Olimpijskich w Colorado Springs. Wystąpił (wspólnie z żoną) w filmie biograficznym The Bob Mathias Story (1954), grał również w serialu Troubleshooters (1959) w reżyserii Roberta Altmana.
W latach 1967–1975 zasiadał w Izbie Reprezentantów USA przez cztery kolejne dwuletnie kadencje. W 1974 przegrał walkę o reelekcję, był również zaangażowany w przegraną kampanię prezydencką Geralda Forda w 1976. Zmarł we wrześniu 2006 po chorobie nowotworowej.